# Zámek Montsoreau – muzeum současného umění
Zámek Montsoreau – muzeum současného umění (francouzsky Château de Montsoreau – Musée d'art contemporain) je soukromé muzeum, které funguje od 8. dubna 2016. Je umístěno ve stejnojmenném zámku v údolí Loiry v Montsoreau (Maine-et-Loire). Muzeum založil Philippe Méaille a představuje návštěvníkům uměleckou sbírku Art & Language, kterou nashromáždil za posledních 25 let. Art & Language je kolektivem anglosaských umělců, kteří hráli důležitou roli v historii konceptuálního umění. Sbírka, která je v současnosti na zámku prezentována, je největší na světě a představuje díla této skupiny. Často jsou také půjčována jiným institucím a do roku 2017 byla částečně vystavována v Muzeu současného umění v Barceloně (MACBA).

## Dějiny
První velká výstava sbírky Philippa Meailla byla předmětem retrospektivy: Art & Language Uncompleted: The Philippe Méaille Collection v říjnu 2014 v MACBA. Katalog výstavy byl vytvořen ve spolupráci s umělci a vědci z oblasti umění a jazyka, včetně Carlese Guerryho, tehdejšího hlavního kurátora MACBA, a Matthewa Jesse Jacksona, profesora Fakulty výtvarných umění a dějin umění na Chicagské univerzitě. Philippe Méaille, který žije v Anjou 15 let, spolupracoval s prezidentem rady departementu Maine-et-Loire při vytváření muzea současného umění v Anjou a při návrhu sbírky v zámku Montsoreau na Loiře. Během šesti měsíců, během nichž byly zvažovány různé projekty rozvoje zámku, se v tisku objevily kontroverzní články. Frédéric Béatse, tehdejší lídr socialistické kandidátky v regionálních volbách, litoval, že pravicová většina departementu Maine-et-Loire „prodává rodinné klenoty“. „Je ještě více šokující,“ dodal Béatse, „že Jacques Auxiette (prezident regionu Loiry) navrhuje oborové radě partnerství mezi opatstvím Fontevraud a Montsoreau s cílem zvýšit atraktivitu odvětví cestovního ruchu.“ Christian Gillet, prezident rady departementu Maine a Loire, dne 19. června 2015 učinil konečné rozhodnutí o dlouhodobém pronájmu a předal klíče od zámku Montsoreau Philippu Méaillemu. To reflektuje současné umění jako jednu z os kulturního a turistického rozvoje departementu Maine-et-Loire.

## Architektura
Montsoreau Castle je jediný zámek na Loiře, který se stal muzeem současného umění, a po více než tisíc let je také bránou do regionu Anjou. Postavil jej Jan II. z Chambes, jeden z velvyslanců francouzského krále Karla VII. Spolu s Jacquesem Coeurem byl prvním panovníkem království, který ve Francii představil italskou renesanci. V letech 1443–1453 postavil zámek Montsoreau v těsné blízkosti Loiry, podobně jako benátské paláce vznikající ve stejných letech. Zámek, který se nachází v centru údolí Loiry, je zapsán na Seznamu světového dědictví UNESCO.

## Stálá kolekce
V prvních dvou patrech zámku je stálá sbírka děl, které shromáždil Philippe Méaille. Skládá se výhradně z prací uměleckého kolektivu Art & Language. Díky dohodě s Tate Modern v Londýně bylo možné od samého otevření vystavit na muzejní výstavě film koprodukovaný touto institucí s Nadací Bloomberg. Kolektiv Art & Language byl založen v roce 1968 a dostal své jméno podle časopisu „Art & Language“. Skládá se z britských, amerických a australských umělců. Jejich „ostré“ otázky o postavení umělce a díla, a dokonce i o samotné instituci, z nich činí jednu z nejradikálnějších skupin v dějinách umění druhé poloviny 20. století. Soubor Art & Language, který je počátkem takzvaného konceptuálního umění, je stále aktivní a v současné době ho zastupují Michael Baldwin a Mel Ramsden. Postupem času se k Art & Language připojilo téměř padesát umělců, například Terry Atkinson, David Bainbridge, Michael Baldwin, Ian Burn, Charles Harrison, Joseph Kosuth, Sol LeWitt, Philip Pilkington, Mel Ramsden, Dave Rushton, Mayo Thompson, Kathryn Bigelow, Dan Graham a Lawrence Weiner. V roce 1977 opustil kolektiv Mayo Thompson, vůdce experimentální rockové skupiny The Red Krayola. Michael Baldwin, Charles Harrison a Mel Ramsden stále zůstávají. Kolekce Philippe Méaille se skládá z obrazů, soch, kreseb, rukopisů, strojopisů, instalací a filmů. Carles Guerra o ní řekl, že „kromě angažovanosti a přístupu umělců je důležitá také z historického hlediska“. V letech 2010 až 2017 bylo v MACBA na základě smlouvy o půjčce uloženo více než 800 děl ze sbírky Philippa Méaillea. V roce 2014 společnost MACBA připravila retrospektivu Art & Language pod vedením Carles Guerry: Art & Language uncompleted: The Philippe Méaille Collection.

### Galerie

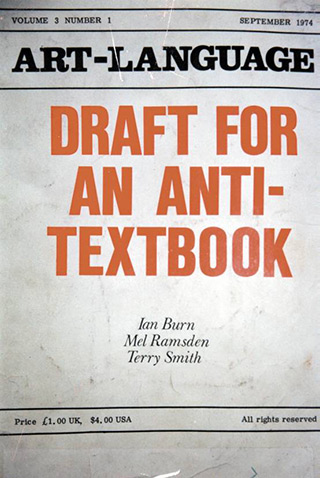
Art & Language: Art & Language: Art-Language, Vol.3 Nr.1, 1974.
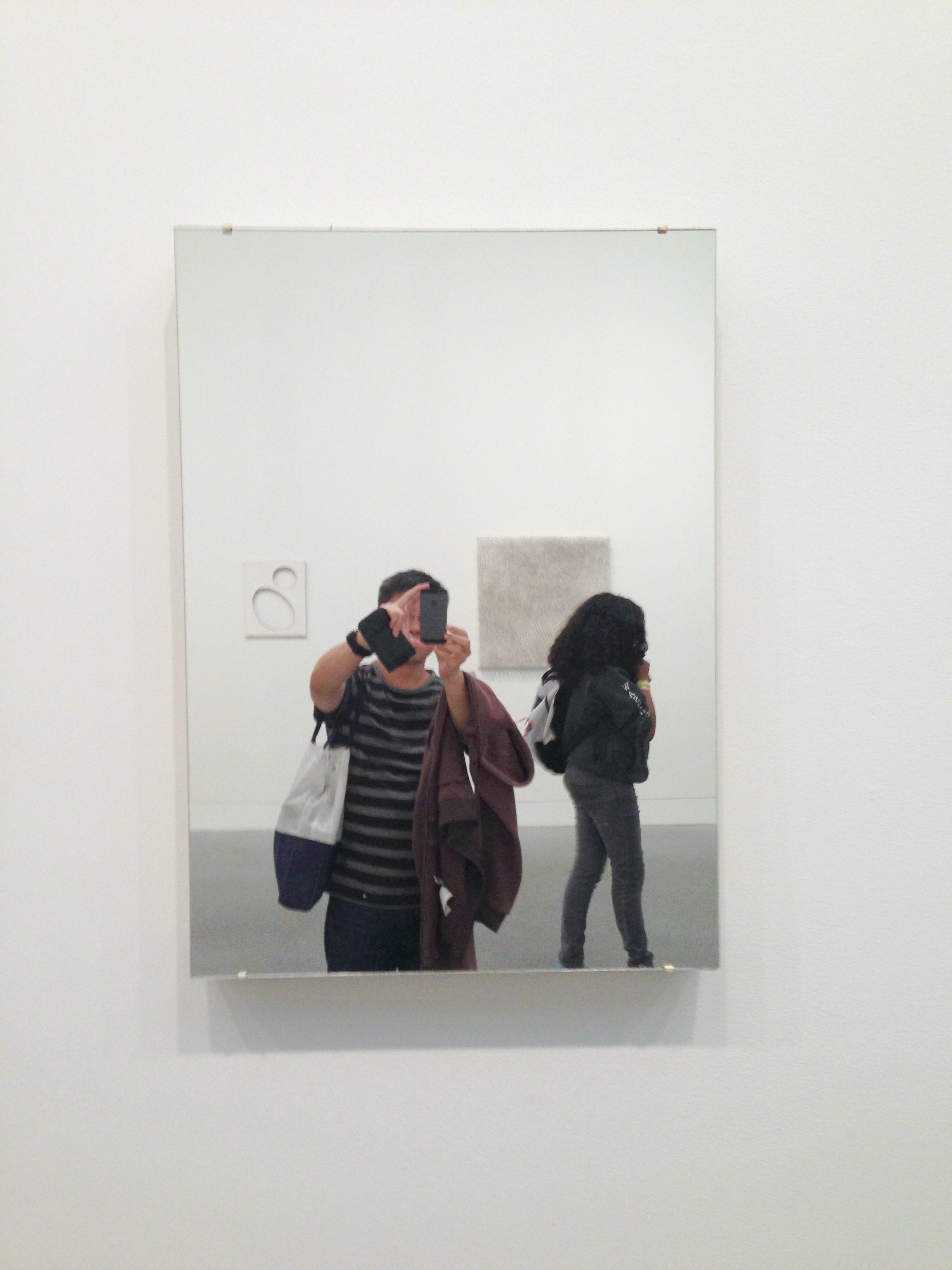
Art & Language: Mirror Piece, 1965.
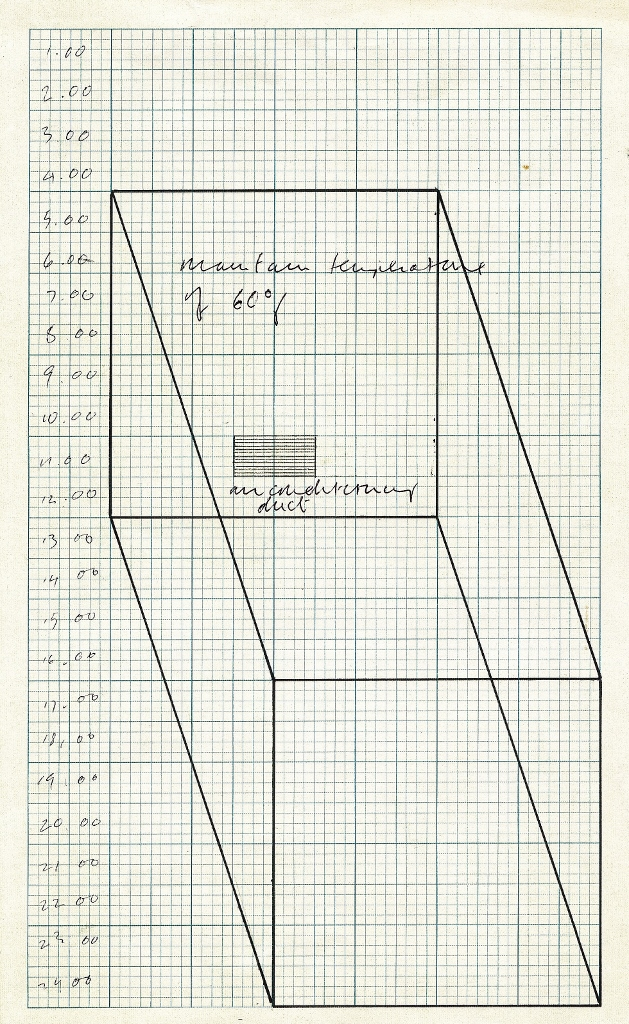
Art & Language (Michael Baldwin): Air-Conditioning Show, 1966-67.
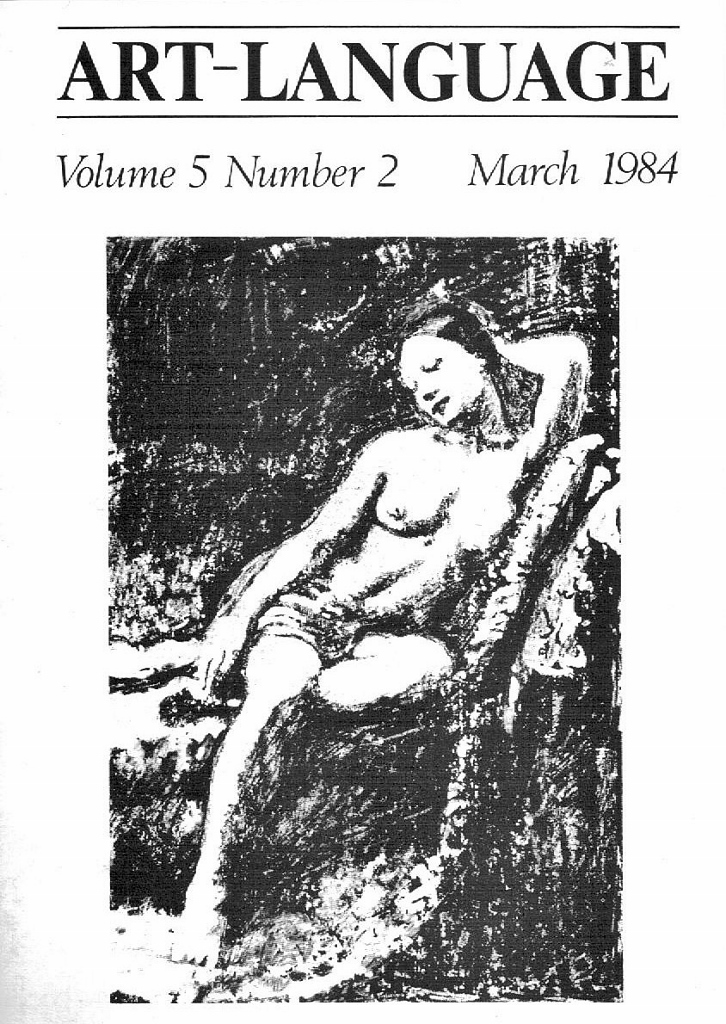
Art & Language: Victorine in Art-Language Vol.5 Nr.2 (1984), 1983.
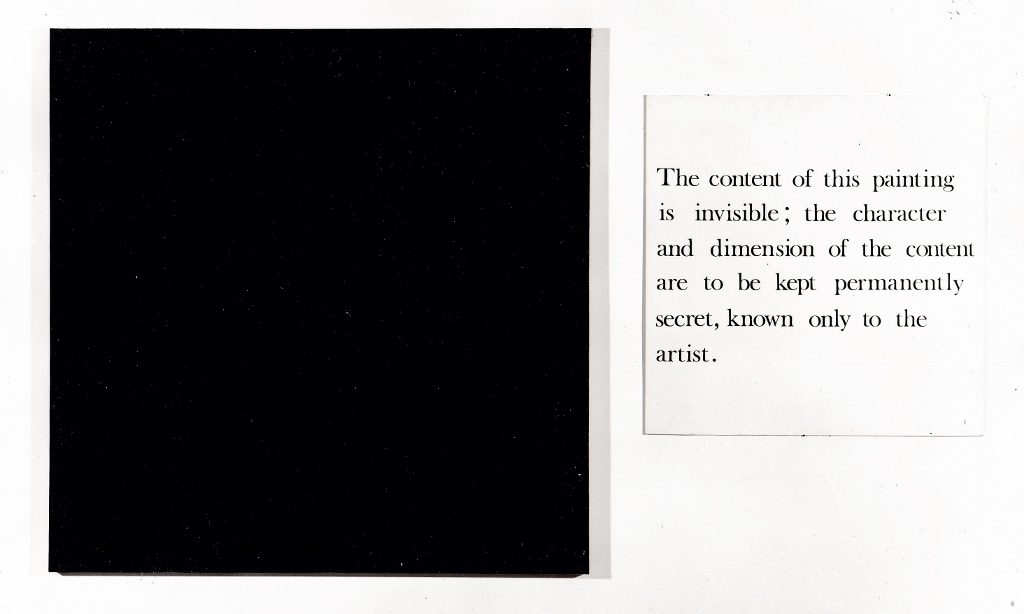
Art & Language (Mel Ramsden), Secret Painting, 1967.
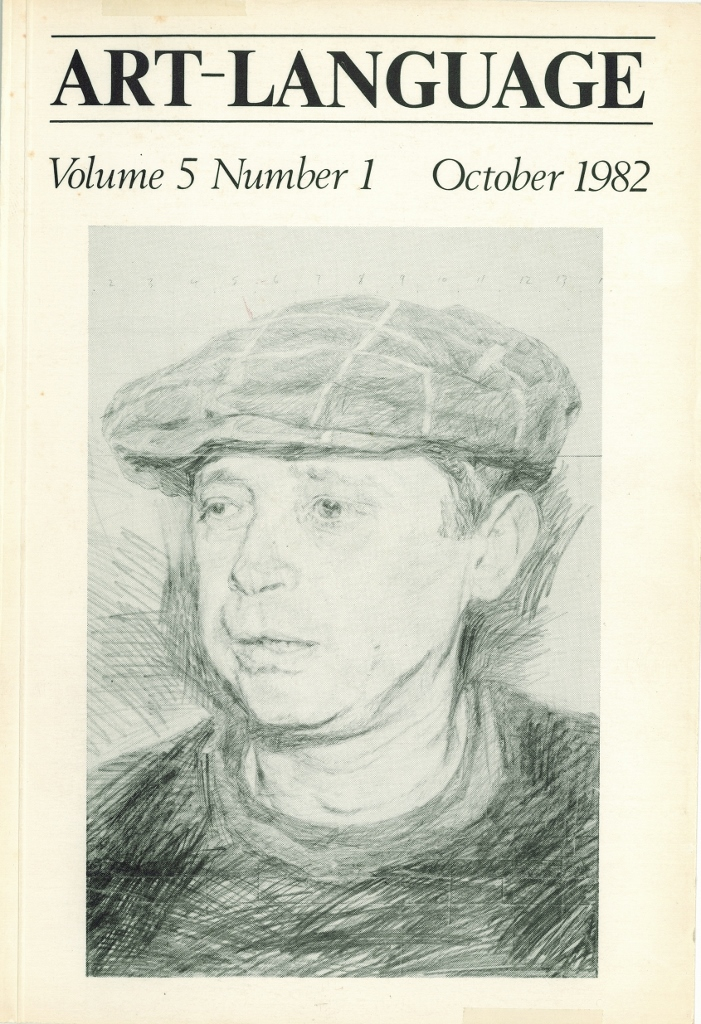
Art & Language: Art-Language Vol.5 Nr.1, 1982.
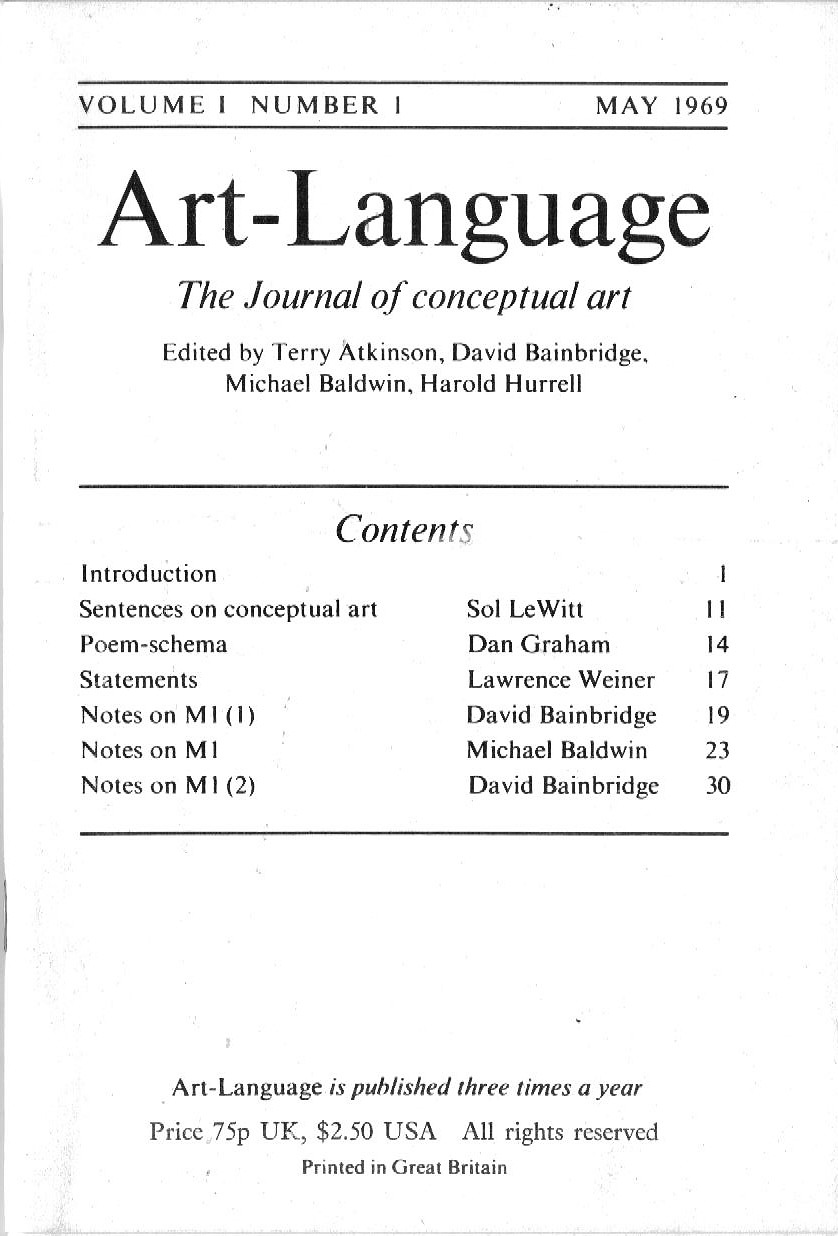
Art & Language: Art-Language The Journal of Conceptual Art, Vol.1 Nr.1, 1969.

## Výstavy a akce

### Dočasné výstavy
Série dočasných výstav umožňuje návštěvníkům objevovat současné umění od 60. let do současnosti.
- 2016 : Agnès Thurnauer, Une histoire de la peinture[1]
- 2017 : Ettore Sottsass, Designer du monde[2]
- 2018 : Art & Language, Reality (Dark) Fragments (Light)
- 2018 : Exposition collective, 1968: Sparte rêve d'Athènes[3]
- 2019 : Art & Language, Mappa Mundi.
- 2019 : Roman Signer.[4]
- 2019: Charlotte Moorman. Think Crazy[5]

### Cena Françoise Morelleta
V roce 2016 založilo Muzeum ve spolupráci s Národní knihovnou a Dny vína cenu François Morellet Prize, která se každoročně uděluje vynikajícím osobnostem za jejich činnost v oblasti umění:
Vítězové ceny François Morellet Prize:
- 2016: Catherine Millet, redaktor naczelna Art Press[6]
- 2017: Michel Onfray, filozof[7]
- 2018: Éric de Chassey, dyrektor Narodowego Instytutu Historii Sztuki (INHA)[8]
- 2019: Bernar Venet, artysta[9]

### Konference
- 2016:
  - Philippe Méaille, Forumidable, ENSCI, Paris[10]
  - Art & Language, Philippe Méaille, Guillaume Desanges. Expo Chicago, États-Unis
  - Jackson Pollock Bar Performance: wywiad z Victorine Meurent.
- 2017:
  - Christophe Le Gac : Ettore Sottsass super-héros du design, Zamek Montsoreau - Muzeum Sztuki Współczesnej, Montsoreau.
  - Philippe Méaille, La Valeur de l'art, Państwowa Wyższa Szkoła Sztuk Pięknych w Paryżu, Paryż.
  - Fabien Vallos, Arnaud Cohen, Antoine Dufeu, Chloé Maillet, Protest 1517-2017, Zamek Montsoreau - Muzeum Sztuki Współczesnej, Montsoreau.

### Publikace
- 2016: Rod Mengham, Un tour chez Agnès Thurnauer.
- 2016: Art & Language, Entretien avec Victorine Meurent.
- 2017: Art & Language, Afisz: Presque un abri pour des choses sans abri.
- 2017: Fabien Vallos, Philippe Méaille, Antonia Birnbaum, Fabrice Hergott, A Constructed World, Louise Hervé et Chloé Maillet, Protest 1517-2017. ISBN 978-2-9557917-0-7
- 2018: Art & Language, Matthew Jesse Jackson, Art & Language Reality (Dark) Fragments (Light). ISBN 978-2-9557917-2-1

### Akce
Od roku 2017 se Muzeum současného umění - Zámek Montsoreau účastní akcí Museum Week a také Muzejní noc.

## Zapůjčování děl
Hrad Montsoreau - Muzeum současného umění sleduje aktivní politiku půjčování děl od své sbírky do francouzských a mezinárodních muzeí.
- 2016: Art & Language - Kabakov,  Non Objective World , Art Basel, Switzerland
- 2016: Umění a jazyk - Kabakov,  Non Objective World , Sprovieri et Jill Silverman Van Coenegrachs Gallery, Londýn, Anglie.
- 2016:  Collection MACBA 31 , MACBA, Barcelona, Španělsko.
- 2016: Art & Language,  Paintings I, 1966 - Tyto scény 2016 , Carolina Nitsch Gallery, New York, USA.
- 2016: Art & Language,  Made in Zurich , Bernard Jordan a Jill Silverman van Coenegrachs Gallery, Paříž, Curych, Berlín.
- 2017-2018:  Soulèvements , Jeu de paume, Paříž, Barcelona, Buenos Aires, Mexiko, Montreal.
- 2017:  La Comédie du langage , Contemporaine Gallery, Chinon, Francie.
- 2017: Art & Language,  Kangaroo , Vincent van Gogh Foundation, Arles Contemporain, Arles, Francie.
- 2017: Luther und die avant-garde, Wittenberg, Berlín, Kassel, Německo.
- 2017: Art & Language, Homeless Stuff, Galerie Rob Tufnell, Kolín nad Rýnem, Německo.
- 2017-2018: Art & Language,  10 Posters: Ilustrations for Art-Language , CCCOD, Tours, Francie.